# Kai Davis
Kai Davis (1980) è una modella antiguo-barbudana, incoronata Miss Antigua e Barbuda 2003.
Ha inoltre rappresentato Antigua e Barbuda nei concorsi di bellezza Miss Universo 2003 il 3 giugno 2003 a Panama, dove pur non riuscendo a piazzarsi nella rose delle quindici finaliste, ha ottenuto la fascia di Miss Congeniality. Diplomata presso l'Antigua State College, Kai Davis ha studiato danza per venti anni.